# 앤토니오 B. 원 팻 국제공항
앤토니오 B. 원 팻 국제공항(영어: Antonio B. Won Pat International Airport, IATA: GUM, ICAO: PGUM)은 미국령 괌의 수도 하갓냐에서 북동쪽으로 약 9.6km 떨어져 있는 타무닝에 위치하고 있으며 괌 국제공항 또는 아가나 국제공항으로도 부르고 있다.

## 개요
1944년 공군 비행장으로 개항했으며 1982년 민간인에게 개방되면서 여객 운송이 시작되었다. 이름은 괌 출신으로 미국 하원출신의 최초의 대의원(영어: delegate)이었던 앤토니오 보르자 원 팻의 이름을 따서 지어졌다. 유나이티드 항공의 허브 공항으로 사용되고 있다.

## 세관, 입국심사
도착 승객의 보안 검색은 관세국경보호청(입국심사만), 괌 세관검역청이 실시한다. 출발 승객의 보안 검색은 교통안전청이 실시한다.

### 세관
괌은 미국 세관의 관할권 밖에 있으므로, 괌에 도착하는 승객의 세관 검색은 괌 세관검역청에 의해 실시된다. 미국으로 향하는 유일한 도착지인 호놀룰루로 환승하는 승객만 미국 관세국경보호청 검색을 받는다.

### 입국심사
미합중국 관세국경보호청이 외국 영토에서 도착하는 모든 승객을 심사한다.
미국 본토와 별도의 비자 조건을 가지는 북마리아나 제도에서 출발하는 승객은 괌으로 향하는 비행기 탑승 전에 사전 심사를 받는다. 호놀룰루로 가는 직항 승객은 항공기 탑승구에서 미국 입국 적격성 여부를 검사받는데, 괌과 북마리아나 제도의 비자 면제 제도는 나우루, 뉴질랜드, 대만 (호주에 등록된 자에 한함), 대한민국, 말레이시아, 브루나이, 싱가포르, 영국, 일본, 중국, 파푸아 뉴기니, 호주, 홍콩 (홍콩 신분증 필요)에서 오는 여행자에게 무비자 입국을 허용하기 때문이다.
미국 시민은 북마리아나 제도에서 괌으로 입국하는 데 여권이 필요하지 않으며, 다른 신분증도 입국에 사용될 수 있다. 제3국에서 미국과 괌으로 여행하는 여행하는 미국 시민은 여권이 필요하다.
호놀룰루와 북마리아나 제도로 떠나는 승객을 제외한 모든 승객은 게이트로 가기 전에 미국 관세국경보호청의 심사를 받는다. 모든 출발 비행기는 괌의 관세 관할구역에 속하므로, 별도로 수하물을 다시 부칠 필요는 없다.

## 보안검색
모든 출발 승객과 환승 승객은 교통안전청의 보안검색을 받는다. 미국 본토나 북마리아나 제도에서 괌을 통해 환승하는 승객은 출발지에서 이미 교통안전청의 보안검색을 받았으므로 괌에서는 보안검색을 받지 않는다.
괌에서 호놀룰루를 통해 환승하는 승객은 호놀룰루에서 부치는 수하물이 미국 관세국경보호청의 검사를 거치기 때문에 교통안전청의 보안검색을 다시 받아야 한다.

## 시설

### 터미널
현재 사용되는 여객 터미널의 1차 공사는 1996년 9월 10일에 완공되었다. 55만제곱피트 (51,000 제곱미터)의 터미널은 새 관세청/입국심사 홀과 710대의 자동차를 주차할 수 있는 주차장을 포함했다. 1998년에 공사 2단계가 완공되었고, 이 터미널을 완공하는 데 소요된 비용은 741만 미국 달러이다. 터미널은 3층 건물이며, 1층에 도착 시설 (관세청과 수하물 회수 시설 포함)이 있다. 1층에는 공항경찰대와 오락 시설, 하파 아다이 공원도 위치하고 있다. 출발층에는 항공사 카운터가 존재하며, 3층에는 게이트, 입국심사 시설, 공항 사무실이 존재한다.
출도착하는 모든 항공기는 관세청 또는 출입국심사 절차를 거쳐야 하므로, 공항의 보안검색대 너머 구역은 도착 승객과 출발 승객을 별도로 구분하지 않는다. 유일한 입구는 보안검색대이고 유일한 출구는 출입국심사대이다. 호놀룰루에서 도착하는 일부 항공기 (관세청으로 인도됨)를 제외하고 모든 게이트는 별도의 도착 승객을 위한 길이 없이 도착하는 대로 게이트의 대기 구역으로 이동하며, 과거에는 승객이 입국심사대로 진입하기 이전에 음식이나 상품을 구매할 수 있었다.

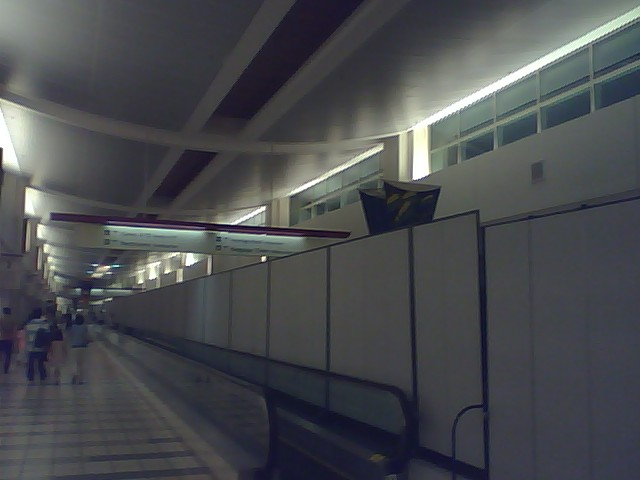
도착 승객과 출발 승객을 구분하는 반영구 벽

공항의 원래 설계는 설계 당시의 공항 보안 기준을 충족하지만, 911 테러 이후에 미국 정부는 검사받지 않은 도착 승객을 다른 승객과 구분할 것을 지시했다. 초기에 공항은 의자, 무빙워크, 보안요원/경찰을 이용해 출발 승객과 도착 승객을 구분했으나, 이후에는 반영구적인 이동 가능한 벽을 이용해 인력을 감축하고 기존에 사용하던 가벼운 방호벽을 대체하였다.

### 구 터미널 빌딩
구 터미널은 2010년 후반까지 대륙 미크로네시아의 기업 본사 역할을 했다. 1982년 1월 19일 22만 평방피트(20,000m2), 4,300만 달러 규모의 통근 터미널이 전용되었다. 개업 당시, 과마니아 사람들은 터미널이 너무 커서 결코 완전히 이용되지 않을 것이라고 믿고 터미널을 "흰 코끼리"라고 불렀다. 현재의 터미널 건물이 문을 연 후, 구 터미널 건물은 통근 터미널(자유 항공 및 태평양 섬 항공 서비스)이 되었다. 2003년까지 괌 국제 공항 당국은 통근 항공사를 통근 터미널 밖으로 이동시키고 전체 시설을 대륙 미크로네시아에 임대했다.

## 운항 노선

### 여객 노선
| 항공사          | 목적지 |
| --------------- | --- |
| 유나이티드 항공 | 나고야(주부), 도쿄(나리타), 마닐라, 마주로, 사이판, 삿포로, 야프, 오사카(간사이), 추크, 코스라에, 콰질런, 팔라우, 폰페이, 호놀룰루, 홍콩, 후쿠오카 |
| 대한항공        | 서울(인천), 부산, |
| 아시아나항공    | 서울(인천) |
| 에어서울        | 서울(인천) |
| 에어부산        | 부산 |
| 제주항공        | 서울(인천), 도쿄(나리타), 부산, 오사카(간사이), 후쿠오카                                                                                           |
| 진에어          | 서울(인천), 부산 |
| 티웨이항공      | 서울(인천), 대구, 오사카(간사이), 나고야(주부) |
| 일본항공        | 도쿄(나리타) |
| 중화항공        | 타이페이(타오위안) |
| 필리핀 항공     | 마닐라 |

### 화물 노선
| 항공사             | 목적지 |
| ------------------ | ------ |
| 아시아 퍼시픽 항공 | 콰질런 |

## 사건
1997년 8월 6일 대한항공 801편이 이 공항에서 착륙에 실패해 추락하여 많은 인명 피해를 냈다. 당시 기종은 보잉 747-300B로, 사고는 공항의 글라이드슬로프가 고장난 것과 조종사의 무리한 착륙 시도가 주된 원인이었다.
우선 공항 접근 관제소에서 공항의 글라이드슬로프가 고장으로 수리 중이라는 내용을 대한항공 801편에 송신했다. 그러나 항공기의 계기판에는 글라이드 슬로프가  신호가 잡혀 이를 수신, 이를 참조로 공항에 접근했다. 문제는 당시 갑자기 몰아치기 시작한 폭풍우로 인하여 시정(視定)이 1km도 안 되고, 또한 ILS가 공항으로부터 15 마일 떨어진 곳에 설치되어 있었음에도 당시 기장은 이를 알지 못한채 착륙을 시도하였다. 착륙을 위해 접근하던 도중 조종실에서 'Too low terrain!'(고도가 낮아 지형에 주의하라) 경고 음성이 들리고 'Pull Up!'(기수를 올려라)이라는 소리가 나자 기장은 급히 기체를 상승시키지만, 항공기는 상승하지 못하고 니미츠 힐에 부딪히면서 착륙 기어가 부서지며 그 상태로 추락해 화염에 휩싸인다.
이로 인해 승무원을 포함해 254명의 탑승객 중 229명이 사망하는 괌 국제공항 역사상 최악의 사건으로 기록되었다.
2005년 8월 19일 도쿄에서 출발하는 노스웨스트 74편은 아가나 국제공항에 착륙하면서 앞바퀴가 내려오지 않아 동체착륙을 하였다. 탑승한 승객과 승무원 335명은 모두 무사히 대피했다. 기종은 보잉 747-251B이었다.

## 같이 보기
- 아일랜드 호퍼